# Alan Ladd
Alan Walbridge Ladd (3. září 1913 – 29. ledna 1964) byl americký herec a filmový producent. Hrál především v kriminálních filmech a westernech ve 40. a 50. letech, často po boku herečky Veronicy Lake. Poprvé si zahrál ve filmu z roku 1932 Tom Brown of Culver. 
Mezi jeho nejslavnější filmy, patří Skleněný klíč (1942), Modrá Dahlia (1946), Revolver na prodej (1942), Whispering Smith (1948) a The Great Gatsby z roku 1945.
Zemřel 29. ledna roku 1964 na předávkování barbituráty, alkoholem a sedativy.

## Filmografie
| Rok  | Název filmu                            | Role                                   | Poznámka            |
| ---- | -------------------------------------- | -------------------------------------- | ------------------- |
| 1932 | Tom Brown of Culver                    | kadet                                  |                     |
| 1932 | Once in a Lifetime                     | promítač                               |                     |
| 1933 | Saturday's Millions                    | student                                |                     |
| 1936 | Pigskin Parade                         | student                                |                     |
| 1937 | Poslední vlak od Madridu               | voják                                  |                     |
| 1937 | Loď ztracených duší                    | námořník                               |                     |
| 1937 | All Over Town                          | mladík                                 |                     |
| 1937 | Nandáme jim to, námořníci              | ubytovatel                             |                     |
| 1937 | Born to the West                       | inspektor                              |                     |
| 1938 | The Goldwyn Follies                    | zpěvák na konkurzu                     |                     |
| 1938 | Come On, Leathernecks!                 | číšník v klubu                         |                     |
| 1938 | Freshman Year                          | student                                |                     |
| 1939 | The Mystarious Miss X                  | přisluhovač                            |                     |
| 1939 | Rulers of the Sea                      | Colin Farrell                          |                     |
| 1939 | Hitler – Beast of Berlin               | Karl Bach                              |                     |
| 1940 | American Portrait                      | mladý muž/stařec                       |                     |
| 1940 | Blame it on Love                       | muž                                    | krátkometrážní film |
| 1940 | Meat and Romance                       | Bill Allen                             |                     |
| 1940 | Unfinished Rainbows                    | Charles Martin Hall                    |                     |
| 1940 | The Green Hornet                       | Gilpin                                 |                     |
| 1940 | Brother Rat and a Baby                 | kadet                                  |                     |
| 1940 | In Old Missouri                        | John Pittman, Jr.                      |                     |
| 1940 | The Light of Western Stars             | Danny                                  |                     |
| 1940 | Gangs of Chicago                       | muž                                    |                     |
| 1940 | Cross-Country Romance                  | Pan Williams                           |                     |
| 1940 | Those Were the Days!                   | Keg Rearick                            |                     |
| 1940 | Captain Caution                        | Newton, Mutinous Sailor                |                     |
| 1940 | The Howards of Virginia                | Backwoodsman                           |                     |
| 1940 | Meet the Missus                        | John Williams                          |                     |
| 1940 | Victory                                | Heyst (ve věku 18 let)                 |                     |
| 1940 | Její první romance                     | John Gilman                            |                     |
| 1941 | I Look at You                          | muž                                    | krátkometrážní film |
| 1941 | Petticoat Politics                     | přítel                                 |                     |
| 1941 | Občan Kane                             | reportér                               |                     |
| 1941 | The Black Cat                          | Richard Hartley                        |                     |
| 1941 | Paper Bullets                          | Jimmy Kelly aka Bill Dugan             |                     |
| 1941 | Nerozhodný drak                        | Al                                     |                     |
| 1941 | They Met in Bombay                     | britský voják                          |                     |
| 1941 | Kanóni                                 | voják                                  |                     |
| 1941 | Cadet Girl                             | Harry                                  |                     |
| 1941 | Military Training                      | poručík, velitel čety                  |                     |
| 1942 | Joan of Paris                          | "Baby"                                 |                     |
| 1942 | Revolver na prodej                     | Philip Raven                           |                     |
| 1942 | Skleněný klíč                          | Ed Beaumont                            |                     |
| 1942 | Lucky Jordan                           | Lucky Jordan                           |                     |
| 1942 | Star Spangled Rhythm                   | Alan Ladd                              | muzikál             |
| 1943 | China                                  | David Jones                            |                     |
| 1943 | Screen Snapshots: Hollywood in Uniform | Alan Ladd                              | dokument            |
| 1944 | Skirmish on the Home Front             | Harry W. Average                       |                     |
| 1944 | And Now Tomorrow                       | Dr. Merek Vance                        |                     |
| 1945 | Salty O'Rourke                         | Salty O'Rourke                         |                     |
| 1945 | Duffy's Tavern                         | Alan Ladd                              |                     |
| 1945 | Hollywood Victory Caravan              | Alan Ladd                              | dokument            |
| 1946 | Two Years Before the Mast              | Charles Stewart                        |                     |
| 1946 | Modrá Dahlia                           | Johnny Morrison                        |                     |
| 1946 | O.S.S.                                 | Philip Masson/John Martin              |                     |
| 1946 | Screen Snapshots: The Skolsky Party    | Alan Ladd                              | dokument            |
| 1947 | Má oblíbená brunetka                   | Sam McCloud                            |                     |
| 1947 | Calcutta                               | Neale Gordon                           |                     |
| 1947 | Variety Girl                           | Alan Ladd                              |                     |
| 1947 | Wild Harvest                           | Joe Madigan                            |                     |
| 1948 | Saigon                                 | Larry Briggs                           |                     |
| 1948 | Beyond Glory                           | kapitán Rockwell "Rocky" Gilman        |                     |
| 1948 | Whispering Smith                       | Whispering Smith                       |                     |
| 1949 | Eyes of Hollywood                      | muž                                    | krátkometrážní      |
| 1949 | The Great Gatsby                       | Jay Gatsby                             |                     |
| 1949 | Chicagská uzávěrka                     | Ed Adams                               |                     |
| 1950 | Captain Carey, U.S.A.                  | Captain Webster Carey                  |                     |
| 1950 | Branded                                | Choya                                  |                     |
| 1951 | Appointment with Danger                | Al Goddard                             |                     |
| 1951 | Red Mountain                           | Capt. Brett Sherwood                   |                     |
| 1952 | The Iron Mistress                      | Jim Bowie                              |                     |
| 1952 | Thunder in the East                    | Steve Gibbs                            |                     |
| 1952 | A Sporting Oasis                       | Alan Ladd                              |                     |
| 1953 | Botany Bay                             | Hugh Tallant                           |                     |
| 1953 | Desert Legion                          | Paul Lartal                            |                     |
| 1953 | Shane                                  | Shane                                  |                     |
| 1953 | The Red Beret                          | Steve "Canada" McKendrick              |                     |
| 1954 | Hell Below Zero                        | Duncan Craig                           |                     |
| 1954 | Saskatchewan                           | Thomas O'Rourke                        |                     |
| 1954 | The Black Knight                       | John                                   |                     |
| 1954 | Drum Beat                              | Johnny MacKay                          |                     |
| 1955 | The McConnell Story                    | kapitán Joseph C. "Mac" McConnell, Jr. |                     |
| 1956 | Hell on Frisco Bay                     | Steve Rollins                          |                     |
| 1956 | Santiago                               | Caleb "Cash" Adams                     |                     |
| 1956 | A Cry in the Night                     | vypravěč v úvodu                       |                     |
| 1957 | The Big Land                           | Chad Morgan                            |                     |
| 1957 | Boy on a Dolphin                       | Dr. James Calder                       |                     |
| 1958 | Hlubiny                                | Alexander "Alec" Austen                |                     |
| 1958 | Pyšný rebel                            | John Chandler                          |                     |
| 1958 | The Badlanders                         | Peter Van Hoek                         |                     |
| 1959 | The Man in the Net                     | John Hamilton                          |                     |
| 1959 | Island of Lost Women                   |                                        | producent filmu     |
| 1960 | Guns of the Timberland                 | Jim Hadley                             |                     |
| 1960 | All the Young Men                      | seržant Kincaid                        |                     |
| 1960 | One Foot in Hell                       | Mitch Garrett                          |                     |
| 1961 | Duel of Champions                      | Horatius Cocles                        |                     |
| 1962 | 13 West Street                         | Walt Sherill                           |                     |
| 1964 | Kořistníci                             | Nevada Smith                           |                     |